# Acanthophyllum squarrosum
Acanthophyllum squarrosum är en nejlikväxtart som beskrevs av Pierre Edmond Boissier. Acanthophyllum squarrosum ingår i släktet Acanthophyllum och familjen nejlikväxter. Inga underarter finns listade i Catalogue of Life.